# Treizième accord de paix en Centrafrique
Le treizième accord de paix en Centrafrique ou accord de Khartoum est un accord de paix signé le 6 février 2019 entre le gouvernement centrafricain du président Faustin-Archange Touadéra et quatorze groupes armés centrafricains. Il est censé entériner les processus de paix entamés depuis 2012.

## Contexte
De 2012 à 2014, la République centrafricaine a souffert de deux guerres civiles. Depuis 2007, il s'agit du treizième accord de paix (en comptant les deux traités non-reconnus).De 2012, il s'agit du huitième accord de paix signé. De plus, même si elles n'ont plus le même niveau d'intensité que sous les guerres civiles, les violences se poursuivent. Ainsi, entre le début des négociations spécifiques au treizième accord de paix commencées le 24 janvier 2019, et le 26 janvier 2019, au moins 13 personnes ont été tuées par des groupes armés. Quelques jours avant le début des négociations à Khartoum, deux anciens chefs anti-balakas, le député Alfred Yekatom, ex-chef rebelle, et le patron de la Fédération centrafricaine de football et ancien leader anti-balaka Patrice-Edouard Ngaïssona (en), ont été arrêtés et transférés à la Cour pénale internationale.
Toutefois les négociations du treizième accord de paix se distinguent des négociations précédentes par le fait qu'elles aient été les premières à réunir le gouvernement centrafricain et 14 hauts-chefs rebelles,.

## Négociations et signature
Les négociations s'ouvrent à Khartoum, capitale du Soudan, le 24 janvier 2019. Elles ont la particularité d'être les premières négociations pour un accord de paix à réunir le gouvernement centrafricain et 14 chefs rebelles,.
Les représentants du gouvernement centrafricain sont Firmin Ngrebada (directeur du cabinet du président de la république), Marie-Noëlle Koyara (ministre de la défense) et Flavien Mbata (ministre de la justice).
Les groupes armés représentés sont  le Front populaire pour la renaissance de la Centrafrique (FPRC) de Noureddine Adam – qui est représenté aux négociations par une délégation -, Armel Sayo du groupe Révolution et Justice (RJ), Sidiki Abass et le général Ziwo du groupe 3R, Ali Darassa dirigeant de l'Unité pour la paix en Centrafrique (UPC) (alors même qu'il avait refusé de se rendre aux négociations dans un premier temps et que l'UPC affrontait les forces onusiennes de la MINUSCA et l'Armée centrafricaine le mercredi précédent le début des négociations), l'ancien Premier ministre centrafricain Martin Ziguélé, le porte-parole de plusieurs groupes armés Igor Lamarka. Sont parties prenantes le Mouvement des libérateurs centrafricains pour la justice (MLCJ), le Front démocratique du peuple centrafricain (FDPC) et le Mouvement patriotique pour la Centrafrique (MPC).
La communauté internationale était représentée avec le commissaire à la paix et la sécurité de l'Union africaine Smaïl Chergui, le président soudanais Omar el-Bechir et le directeur des opérations de maintien (DOMP) de la paix de l’ONU Jean-Pierre Lacroix.
L'ancien président de la République centrafricaine François Bozizé, n'est pas convié aux négociations.
Les négociations tournent beaucoup autour du volet judiciaire, et plusieurs représentants s'inquiètent de l'impunité dont pourraient bénéficier les groupes armés.
L'accord est paraphé le 5 février à Khartoum.
Il est signé au Palais de la Renaissance à Bangui le 6 février 2019 par le président de la République centrafricaine Faustin-Archange Touadéra et par les représentants de 11 groupes armés.

## Contenu de l'accord
Le contenu de l'accord de paix n'est pas rendu public à sa signature. Ce qui amène un flou sur la question de l’amnistie et des poursuites judiciaires, laissant craindre une impunité des groupes armés. Il est toutefois convenu de la création d'une « commission vérité, justice et réconciliation » et de la non-suspension des poursuites judiciaires déjà entamées.
Les groupes armés sont réintégrés à la vie politique centrafricaine, et la possibilité d'intégrer leurs dirigeants comme ministres - fonction que plusieurs ont déjà occupés par le passé - est envisagée.